# 羅培甄
羅培甄（1998年10月11日—）為臺灣女子籃球運動員，現效力於台元女籃。羅培甄出身花蓮縣吉安鄉，阿美族人，就讀海星國小開始打籃球，國小畢業時因為籃球社老師的建議，羅培甄到宜蘭就讀礁溪國中並參加籃球校隊，但球隊遭遇球員資格問題被禁賽一年，羅培甄因此轉學到普門高中國中部，但因為轉學也被禁賽一年，直到就讀普門高中一年級才正式開始籃球之旅。羅培甄在高三冠軍戰攻下30分助隊奪冠，個人獲選冠軍賽MVP，2019年夏天考量未來職業生涯與妹妹羅培儀從佛光大學轉學到世新大學。

## 外部連結
- 羅培甄在fiba.basketball（英语）
- 羅培甄在archive.fiba.com（archived）（英语）
- 羅培甄在fiba3x3.com（英语）
- 羅培甄在Eurobasket.com（球員）（英语）
- 羅培甄在Eurobasket.com（球員）（英语）